# Mitopus morio
Mitopus morio (Fabricius, 1799) è un opilionide appartenente alla famiglia Phalangiidae.

## Descrizione

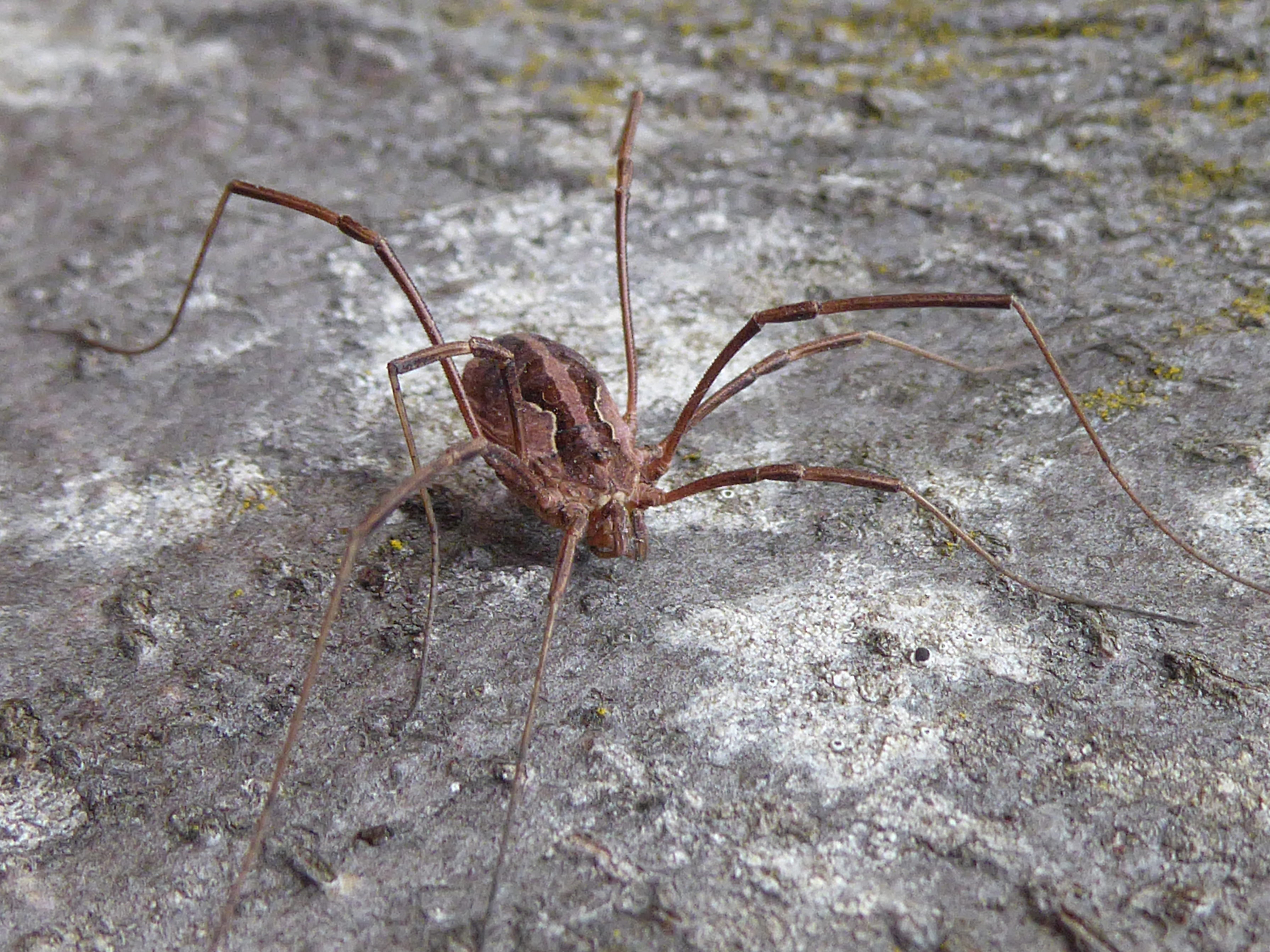
Esemplare femmina fotografato al lago di Tovel (Trentino-Alto Adige, Italia)

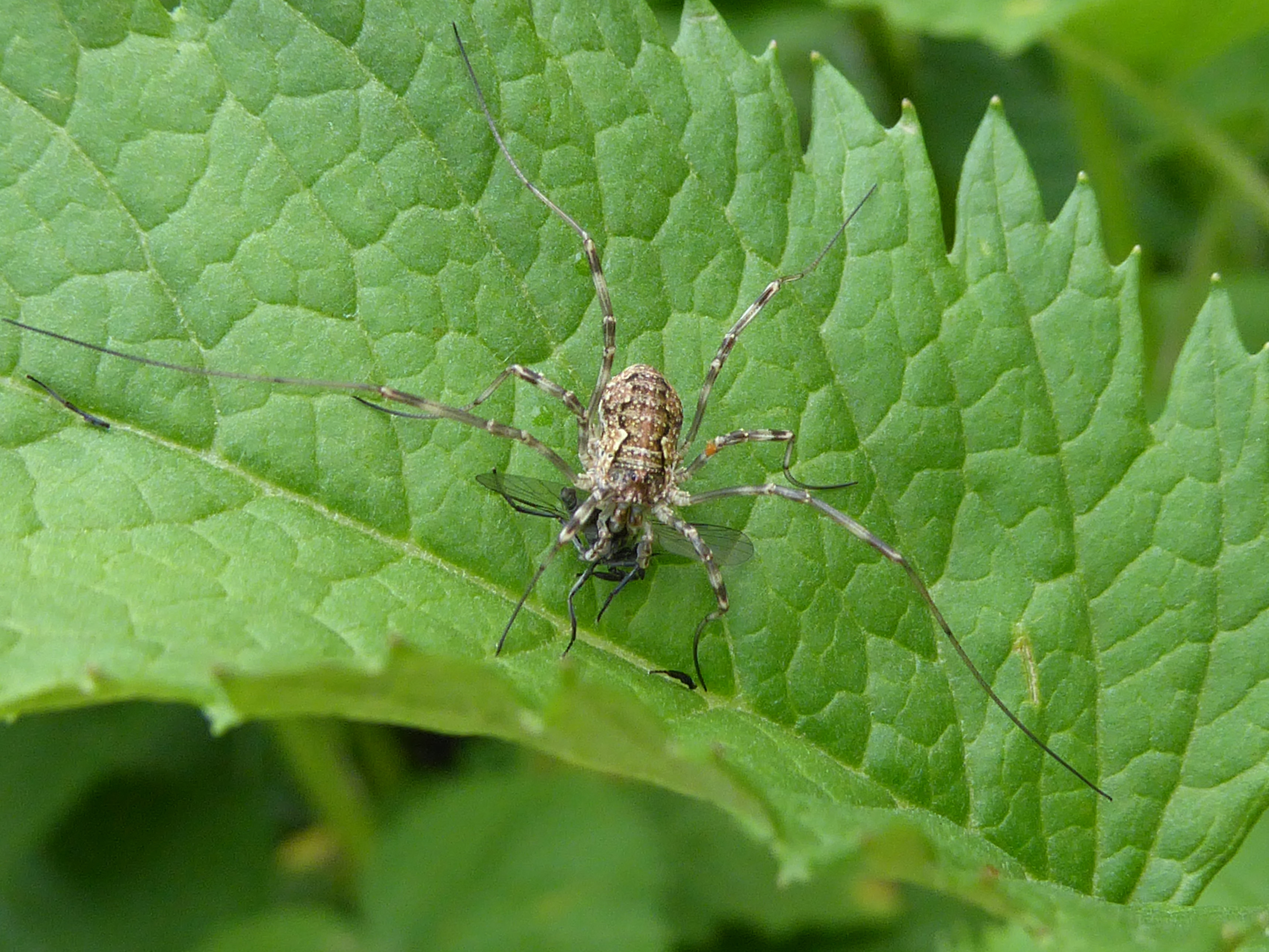
Un esemplare con un dittero predato fotografato presso Palù del Fersina (Trentino-Alto Adige, Italia)

Mitopus morio è una specie molto variegata; la lunghezza del corpo oscilla tra i 4 e gli 11 mm, con i maschi generalmente più piccoli delle femmine. 
Anche la colorazione è variabile: il corpo è di colore generalmente marrone chiaro, ed è sempre presente una macchia più scura longitudinale, tendenzialmente marrone nelle femmine e nerastra nei maschi. Negli esemplari appartenenti alla cosiddetta "forma alpina", questa macchia è a sua volta attraversata da una striscia più chiara longitudinale.

## Biologia
Le uova di M. morio si schiudono tra aprile e maggio, e i giovani maturano tra metà giugno e la fine di agosto. Gli adulti sono presenti da maggio a novembre, con numeri più alti sempre ad agosto.
M. morio preda una grande quantità di animali, inclusi collemboli, mosche, eterotteri, afidi, crisope, forbicine, formiche, ragni, altri opilionidi, miriapodi, onischi, lombrichi e lumache; all'occorrenza si ciba anche di animali già morti, ma non di materiale vegetale.

## Distribuzione e habitat
Si tratta di una delle specie di opilionidi più comuni, in quanto è molto adattabile da un punto di vista ecologico e prospera in praticamente qualsiasi habitat (è documentato in dune costiere, prati, brughiere, boschi e aree urbane), dal livello del mare fino ai 3000 metri su Alpi e Pirenei.
Il tipo nomenclaturale proviene dalla Norvegia, ma la specie ha distribuzione olartica, ed è attestata dal Nordafrica fino a Spitzbergen, passando per tutta l'Eurasia e il Nord America.

## Tassonomia
Per via della grande variabilità della specie, diverse varietà di M. morio sono state in passato classificate come specie o sottospecie.